# Straight to the Bank
Straight to the bank este single-ul de strada de pe noul album al lui 50 Cent, Curtis S.S.K.. Este produs de Ty Fyffe si Dr. Dre. Pe fundal apare si contributia lui Tony Yayo cu un ras.
In melodie este un vers în care 50 Cent zice "my FoFo fagot" acesta este un atac verbal spre Fat Joe si o referinta la melodia acestuia "my FoFo" de pe albumul "All or nothing" unde il ataca pe 50 cent.
Dupa 6 zile de stat pe internet a fost pe #48 la download-uri digitale.